# Словенске-Нове-Место (район Требишов)
Словенске-Нове-Место (словац. Slovenské Nové Mesto, венг. Kisújhely, венг. Szlovákújhely) — деревня и община в районе Требишов Кошицкого края Словакии.

## История
Деревня является бывшим пригородом венгерского города Шаторальяуйхей. Она была отделена от остальной части города по Трианонскому договору в 1920 году, при проведении границы между Венгрией и новым государством — Чехословакией. Стратегически важной деревню делает то, что через неё проходит железная дорога Кошице—Мукачево.

## География
Община расположена на высоте 104 метра над уровнем моря и занимает площадь 13,382 км². Её население — около 1060 человек.

## Население
| Год:                | 1994 | 2004     | 2014    | 2024    |
| ------------------- | ---- | -------- | ------- | ------- |
| Количество человек: | 952  | 1052     | 1104    | 1067    |
| Разница:            |      | +10,50 % | +4,94 % | −3,35 % |

### Национальный состав
87 % населения составляют словаки, 13 % — венгры.

## Политика
Нынешним мэром является Ян Калинич.